# Scaphocalanus affinis
Scaphocalanus affinis är en kräftdjursart som först beskrevs av Georg Ossian Sars 1905.  Scaphocalanus affinis ingår i släktet Scaphocalanus och familjen Scolecitrichidae. Inga underarter finns listade i Catalogue of Life.